# Sericomyia hispanica
Sericomyia hispanica es una especie de sírfido. Son endémicas de la España peninsular.